# Iver Huitfeldt-klassen
Iver Huitfeldt-klassen er en klasse af fregatter bygget til den danske flåde, Søværnet. Iver Huitfeldt-klassen er opkaldt efter den dansk-norske søhelt Ivar Huitfeldt. Fregatterne af Iver Huitfeldt-klassen afløste korvetterne af Niels Juel-klassen, der udgik af flådens tal i 2009.

## Baggrund
Ved forsvarsforliget 2000-2004 besluttedes det at gennemføre "projektering af patruljeskibe i forligsperioden". I det næstfølgende forsvarsforlig for perioden 2005-2009 besluttedes det at anskaffe tre patruljeskibe, blandt andet med begrundelsen at "evnen til deltagelse i NATO's stående flådestyrker, herunder deltagelse i NATO's Response Force, prioriteres, idet der skabes mulighed for at kunne bidrage med relevante enheder og taktisk stab, samt den nødvendige kommandoplatform".
I 2006 indgik Søværnets Materiel Kommando (SMK) kontrakt med Odense Staalskibsværft A/S om bygning og levering af tre patruljeskibe.

## Design og konstruktion
Indledningsvist blev de tre skibsskrog bygget i sektioner på værfter i Estland og Litauen og derefter transporteret til Lindø, hvor sektionerne byggedes sammen, hvorefter færdigbygning og installation af systemer blev gennemført. Man valgte at benytte Absalon-klassens skrog som udgangspunkt, dog med enkelte ændringer på baggrund af erfaringerne med konstruktion og sejlads med støtteskibene. Skroget er kendetegnet ved at være bredere end andre typiske krigsskibsdesigns. Fregatterne adskiller sig i skibets form fra støtteskibene ved ikke at være udstyret med det 900 kvadratmeter store fleksible dæk, som er et af støtteskibenes kendetegn. Dermed er fregatterne ét dæk lavere. Derudover er skorstenenes placering blevet ændret, således at skibenes udstødning ikke skader de følsomme radarsystemer. Fregatterne er også i stand til at medbringe en helikopter af mellemstørrelsen og helikopterdækket er designet til at helikoptere på op til 20 tons kan lande på skibet. På grund af de mange ligheder med Absalon-klassen vil det være muligt at kunne tage en del af en besætning på den ene skibsklasse og sætte den over på den anden skibsklasse uden en længerevarende omskoling.
Fregatterne er designet som multirollefregatter, idet de er udrustet med våben og sensorer til at kunne operere og imødegå trusler i alle dimensioner, både i luft, på overfladen og under vandet. Fregatterne er dog bedst udrustet til luftforsvar, idet sensor- og våbenpakken er optimeret hertil.
På Odense Staalskibsværft var Iver Huitfeldt benævnt nybygning L714, mens Peter Willemoes betegnes som nybygning L715 og Niels Juel som nybygning L716. De tre fregatter blev samtidig de sidste nybygninger inden værftets lukning i 2012.
Fredag den 21. januar 2011 blev det første skib i klassen, F361 Iver Huitfeldt, overdraget til Forsvarets Materieltjeneste (FMT), som stod for installationen af det militære udstyr. Den 29. april 2011 blev det offentliggjort, at FMT havde indgået en aftale med elektronikkoncernen Terma om levering af tre styk Terma Scanter 6000 overfladevarslingsradarer til Iver Huitfeldt-klassen. Skibet indgik i aktiv tjeneste fra den 6. februar 2012.
Den 12. september 2019 offentliggjorde det britiske forsvarsministerium, at et konsortie under ledelse af den britiske virksomhed Babcock, med danske Odense Maritime Technology som deltager, havde vundet et britisk udbud om at bygge og levere fem fregatter til den britiske flåde. Projektet, som går under navnet Arrowhead 140, er baseret på den danske Iver Huitfeldt-klasse og vil indgå i den britiske flåde som Type 31 frigate (en).

## Opgaver
Fregatterne er indrettet og udrustet til at løse opgaver i hele konfliktspektret. Blandt opgaverne kan nævnes:
- Sømilitære kampoperationer indenfor luftforsvar, overfladekrigsførelse og antiubådskrigs. I konsortiet indgår den danske virksomhed Odense Maritime Technology, som blandt andet ejer designet på den danske Iver Huitfeldt-klasse. Den britiske type 31 vil derfor være baseret på de danske fregatter.førelse.
- Håndhævelse af våbenembargoer eller andre handelsrestriktioner og håndhævelse af sejlads- og flyveforbudszoner.
- Operationer med maritime helikoptere.
- Ildstøtte til landoperationer.
- Eskortetjeneste til flådestyrker og beskyttelse af civil skibsfart.
- Evakueringsoperationer og katastrofehjælp

Endvidere skal fregatterne kunne fungere som kommandoplatform for en stab.

## Våben og sensorer
En af fregatternes specielle opgaver er luftforsvar, hvor SMART-L- og APAR-radaren, samt Lockheed Martin MK 41 VLS multimissillauncheren spiller en væsentlig rolle. Skibene vil være i stand til at opdage fly på afstande op til 480 kilometer. MK41 VLS kan indeholde en bred vifte af missiler, såsom Tomahawk-krydsermissiler samt langtrækkende luftforsvarsmissiler (SM-2, SM-3 eller SM-6). Danmark har i 2018 truffet beslutning om indkøb af luftforsvarsmissilet SM-2. Dette vil gøre klassen i stand til at reagere på trusler på meget længere afstande end det tidligere var muligt samt udøve det, der populært kaldes områdeluftforsvar, hvor skibet kan beskytte store områder mod fjendtlige fly. Skibene er udstyret med fire StanFlex containerpositioner, således at der kan medbringes 24 Evolved Sea Sparrow ´kortrækkende luftforsvarsmissiler samt op til 16 Harpoon sømålsmissiler. Der er desuden påbegyndt undersøgelser på, om en anskaffelse af Tomahawk skal iværksættes. Der er udelukkende tale om overvejelser og en eventuel beslutning vil ikke blive truffet før tidligst næstkommende forsvarsforlig i 2024.
Som standard er fregatterne udstyret med to OTO Melare Super Rapido 76 mm M/85 kanoner og én Oerlikon Millennium 35 mm CIWS, men er forberedt at den forreste OTO Melare kanon kan erstattes af en 127 mm United Defense Mark 45 letvægtskanon. Til antiubådskrigsførelse er klassen udrustet med to torpedorør til MU90 Impact antiubådstorpedoer i hver side af skibet.
Fregatterne kan potentielt opgraderes til at indgå i et missilskjold mod ballistiske missiler. Dette kræver en opgradering af skibenes radarsystemer og et indkøb af primært SM-3 missiler, sekundært SM-6 missiler. Der er dog ikke noget der tyder på, at en sådan opgradering effektueres.

## Navne
I starten af produktionsforløbet blev fregatterne benævnt patruljeskibe, men er senere blevet omklassificeret til fregatter for at undgå forvirring, da man i NATO-sammenhænge forbinder et patruljeskib med skibe i størrelse med Knud Rasmussen-klassen, Flyvefisken-klassen eller sågar Diana-klassen.
Da man den 7. marts 2009 afslørede navnene på skibene i klassen blev de først kendt som Ivar Huitfeldt-klassen. Ved en senere rettelse, udsendt af SOK[kilde mangler], ændrede man navnet på klassen til det nuværende Iver Huitfeldt-klassen, opkaldt efter det første skib i klassen, der har fået navn efter den dansk-norske søhelt Ivar Huitfeldt. Han blev kendt under den store nordiske krig, da linjeskibet Dannebroge sprang i luften i 1710. Den anden enhed i klassen er opkaldt efter premierløjtnant Peter Willemoes, der døde under kamp med britiske orlogsskibe under slaget ved Sjællands Odde i 1808. Den danske søhelt Niels Juel har lagt navn til den tredje fregat, og der er ved navngivningen af skibene lagt vægt på den røde tråd igennem historien, da de tre skibe repræsenterer hvert sit århundrede i dansk marinehistorie.

## Skibe i klassen
| Pnt. | Navn            | Kølen lagt        | Søsat             | Indgået          | Navngivet af                       | Skæbne     | Kaldesignal |
| ---- | --------------- | ----------------- | ----------------- | ---------------- | ---------------------------------- | ---------- | ----------- |
| F361 | Iver Huitfeldt  | 2. juni 2008      | 11. marts 2010    | 21. januar 2011  | H.K.H. Kronprins Frederik          | I tjeneste | OVVA        |
| F362 | Peter Willemoes | 12. marts 2009    | 21. december 2010 | 22. juni 2011    | Statsminister Lars Løkke Rasmussen | I tjeneste | OVVB        |
| F363 | Niels Juel      | 22. december 2009 | 21. december 2010 | 7. november 2011 | H.K.H. Kronprinsesse Mary          | I tjeneste | OVVC        |

## Fremdrivning
Klassen er – til forskel fra Absalon-klassens to hovedmotorer – udstyret med fire hovedmotorer, der er parvis forbundet til de to kontra-roterende skruer/propeller igennem to reduktionsgear. Dette gør, at fregatterne får 16.400 kW til hver af de 2 propeller, og dermed opnår en fart på over 28 knob. De 2 propeller har hver en diameter på fire meter, stilbare propelblade og vejer 2.000 kg pr. styk. Fregatternes motorer benytter commonrail-princippet kendt fra bilindustrien. Dette giver bedre brændstoføkonomi, samt begrænser udledningen af nitrogenoxider med op til 30 procent. Dermed opfylder Iver Huitfeldt-klassens skibe FN's internationale søfartsorganisation (IMO)'s regelsæt om udledning af NOx, (MARPOL 73/78, Annex VI) selv om krigsskibe egentligt er undtaget fra denne regel.
Fregatterne har fire generatorer til at produktion af elektricitet til de meget strømtunge systemer. De fire generatorer er fordelt på to CAT3512 på hver 1360 kW samt to CAT3508 på hver 920 kW.